# 체 안
체 안(영어: Ché Ahn, 1956년 1월 7일~)은 미국의 복음주의 목사이다.
하베스 트록 교회(Harvest Rock Church)의 목사로 활동하고 있다.